# Голодный Тигр
Голодный тигр (англ. Hungry Tiger) — персонаж из книг Л. Ф. Баума о сказочной стране Оз.
Впервые появляется в 8-й главе книги «Озма из страны Оз», как одно животных, везущих колесницу принцессы Озмы (его напарник — Трусливый Лев), хотя Джек Сноу и другие считают, что он мог быть «самым большим из тигров», упомянутых в книге «Удивительный волшебник из страны Оз».
Голодный тигр — друг Трусливого Льва, он всегда голоден, независимо от того, сколько съел, и жаждет поесть «упитанных младенцев», но в действительности никогда их не ест, поскольку ему не позволяет совесть. Он просит у служанки Нанды разрешения съесть её, а когда она отказывается, требует: «пусть мне приготовят тридцать пять фунтов вырезки с кровью, отварным картофелем, а также пять галлонов мороженого на десерт». Стыдясь своего аппетита, он заявляет: «когда-нибудь я встречу зубного врача и попрошу, чтобы он вырвал его [аппетит] щипцами». Впрочем, впоследствии на банкете во дворце Озмы в Изумрудном городе Тигр в конце концов признаёт, что наелся.
В книге «Путешествие в страну Оз» Голодный тигр присутствует на праздновании дня рождения принцессы Озмы.
В главе 18 книги «Лоскутушка из страны Оз» он описывается как «самый большой и самый сильный в своём роде» и приходит из леса, где правил Трусливый Лев; это можно расценивать как косвенное подтверждение того, что он является тем самым тигром, который появляется в книге «Удивительный волшебник из страны Оз».
Наряду с Трусливым Львом, Голодный Тигр является героем сказки «Трусливый Лев и Голодный Тигр» из сборника Л. Ф. Баума «Маленькие волшебные истории о стране Оз» (1913). Также Голодный Тигр является главным героем в шестой книге Рут Пламли Томпсон о стране Оз — «Голодный Тигр из страны Оз» (The Hungry Tiger of Oz, 1926).

## В кино и театральных постановках
- Голодный тигр появляется в коротком фильме «Дороти в стране Оз», озвучивает Фрэнк Нельсон;
- Голодный тигр появляется в короткометражном анимационном фильме Дороти встречает Озму из страны Оз[англ.] (1987);
- Голодный Тигр появляется в эпизоде американского телесериала The Oz Kids (1996—1999);
- Голодный тигр появляется в анимационном фильме 2016 года Том и Джерри:назад в страну Оз[англ.], озвучивает Андреа Мартин.